# 올가 자벨린스카야
올가 세르게예브나 자벨린스카야(우즈베크어: Olga Sergeyevna Zabelinskaya, 러시아어: О́льга Серге́евна Забели́нская, 1980년 5월 10일~)는 러시아 출신 우즈베키스탄의 자전거 경기 선수로 도로와 트랙 종목 모두 활동하고 있다. 2002년부터 2018년까지 러시아 국가대표로 활동하면서 올림픽 메달 3개를 획득했고 2018년 우즈베키스탄으로 귀화했다.
결혼 전 성은 수호루첸코바(러시아어: Сухорученкова)이며 소련 사이클 국가대표 선수로 활동한 세르게이 수호루첸코프의 딸이다.